# Viola chaerophylloides
Viola chaerophylloides là một loài thực vật có hoa trong họ Hoa tím. Loài này được (Regel) W. Becker miêu tả khoa học đầu tiên năm 1902.

## Hình ảnh

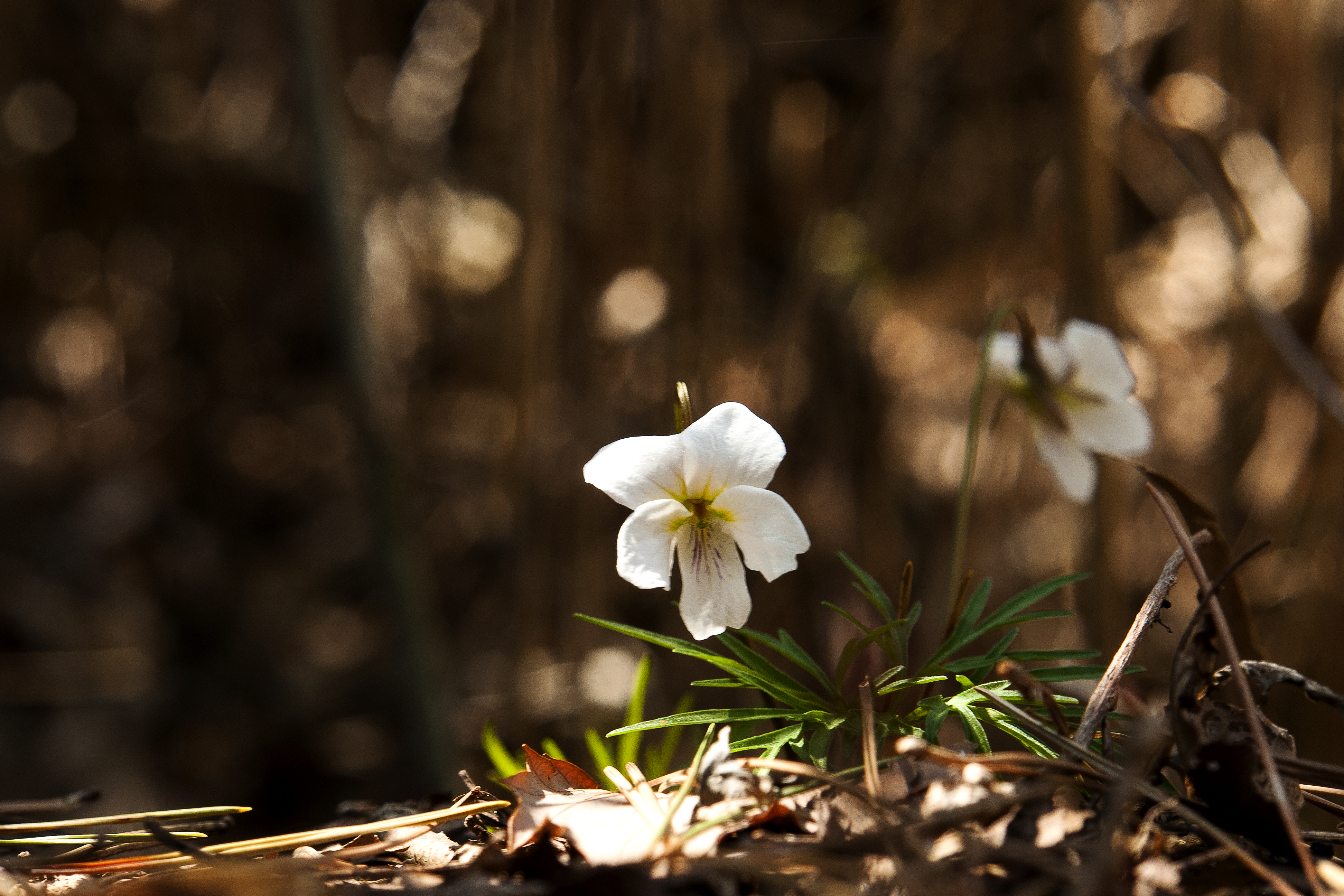
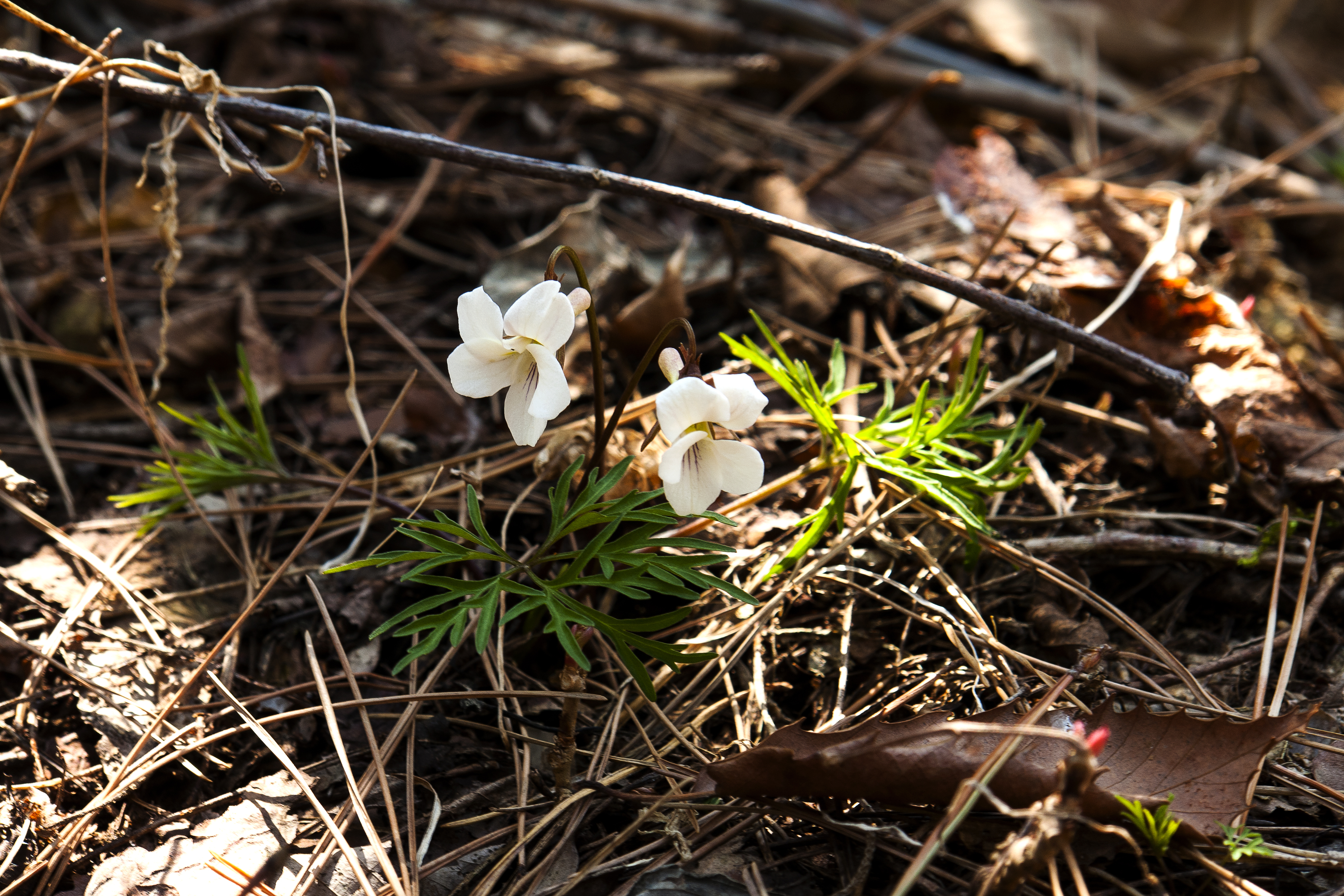
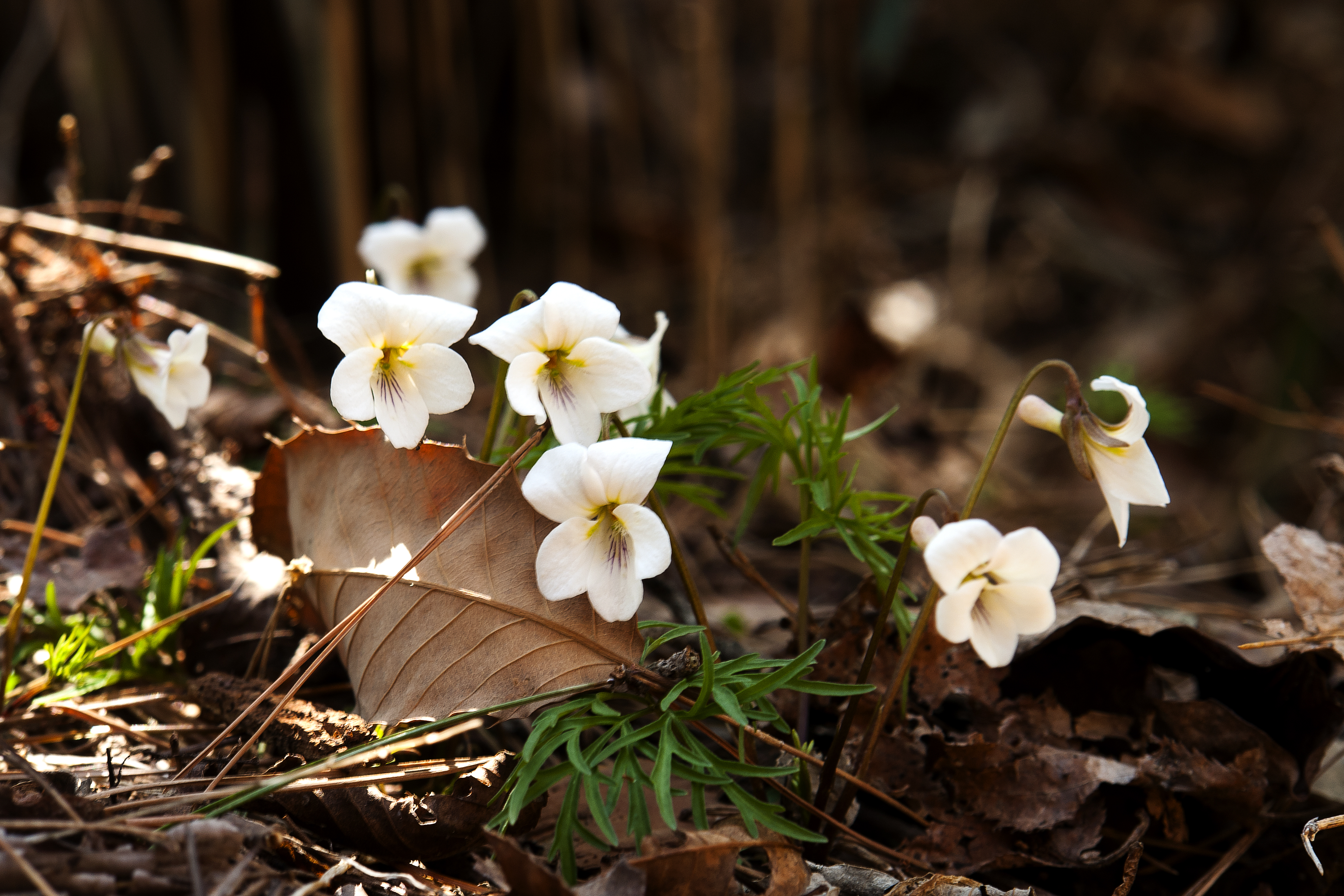